# Порта-Латіна
Порта Латіна, Латинська брама (італ. Porta Latina) — міська брама у Авреліановому мурі у Римі, через які проходила Латинська дорога. 

## Історія

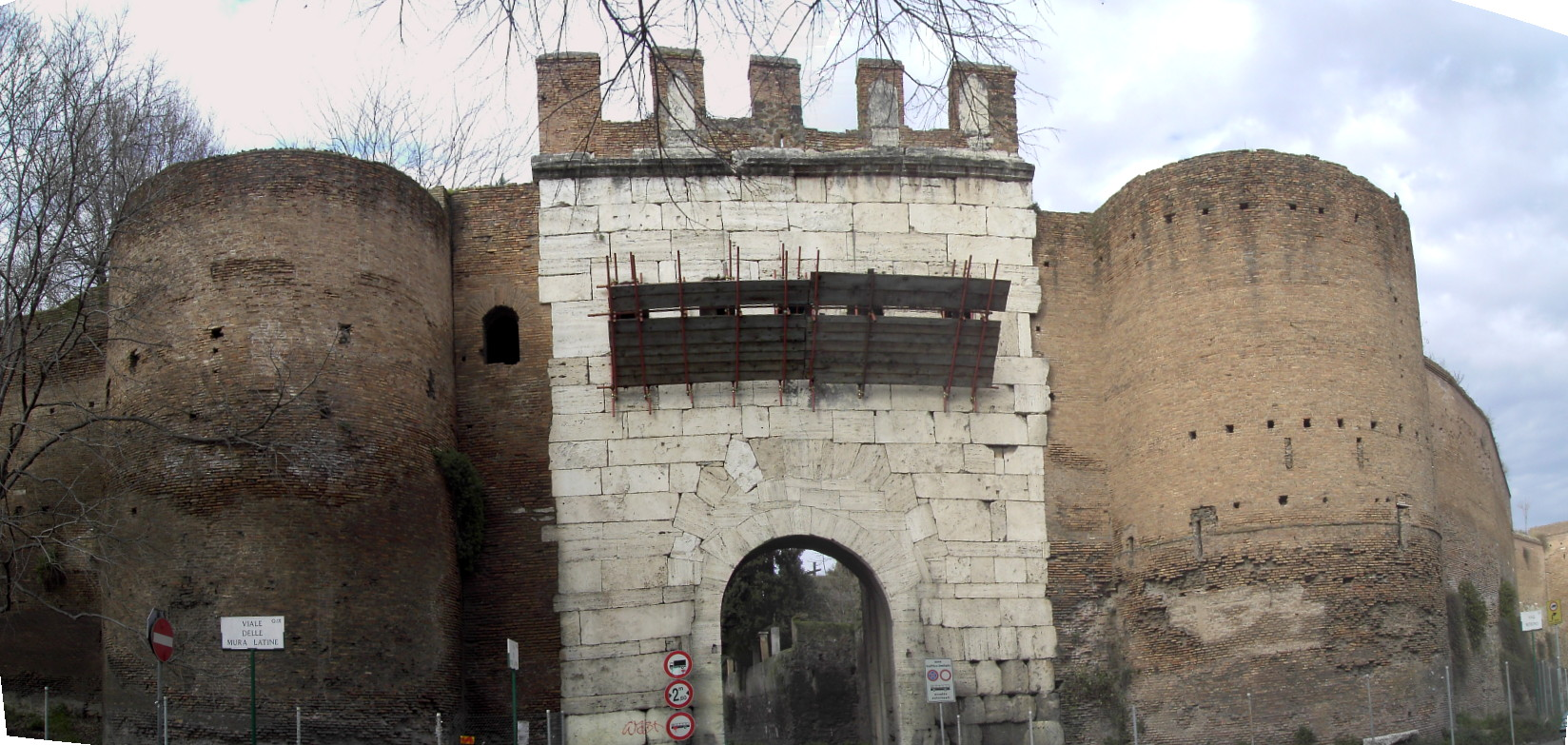
Зовнішній вигляд брами

Порта Латіна була відреставрована через 100 років після побудови, при імператорі Гонорії, та у VI ст.
Брама збудована з цегли, фасад викладений з блоків травертину, з двох напівкруглих веж ліва є античною, права була оновлена в середньовіччі.
Порта Латіна дала назву церкві Сан Джованні а Порта Латіна, поруч розташовані язичницький колумбарій Помпонія Хіла та невеличка церква (Ораторіум) Сан Джованні ін Олео.
Християнська традиція доносить до нас звістку про те, що на цьому місті загинув мученицькою смертю апостол Іван Богослов. Його опустили в чан з киплячою оливою, однак він залишився неушкоджений. На цьому місці на згадку також споруджено ораторіум Сан Джованні ін Олео перероблений у 1658 році відомим Франческо Борроміні.